# Mysz
Mysz (Mus) – rodzaj ssaków z podrodziny myszy (Murinae) w obrębie rodziny myszowatych (Muridae). Zwierzęta znane jako: mysz leśna, mysz zaroślowa, czy mysz polna traktowane jako jedne z gatunków „myszy”, w rzeczywistości zaliczane są do odrębnego rodzaju gryzoni: myszarka (Apodemus) jako: myszarka leśna, myszarka zaroślowa, czy myszarka polna.

## Rozmieszczenie geograficzne
Rodzaj obejmuje gatunki występujące w głównie w Afryce, Azji i Europie. Mysz domowa jest jedynym gatunkiem tego rodzaju, który zamieszkuje obie Ameryki i Australię.

## Morfologia
Długość ciała (bez ogona) 40–120 mm, długość ogona 26–129 mm, długość ucha 6–17 mm, długość tylnej stopy 9–26 mm; masa ciała 3–39 g.

## Systematyka
Rodzaj zdefiniował w 1758 roku szwedzki przyrodnik Karol Linneusz w 10. wydaniu Systema Naturae, książki własnego autorstwa poświęconej systematyce zwierząt i roślin. Linneusz wymienił kilkanaście gatunków – Mus longipes Linnaeus, 1758 (nomen dubium), Mus jaculus Pallas, 1779 (= Dipus sibiricus major Kerr, 1792), Mus sylvaticus Linnaeus, 1758, Mus striatus Linnaeus, 1758, Mus Musculus Linnaeus, 1758, Mus Rattus Linnaeus, 1758, Mus amphibius Linnaeus, 1758, Mus terrestris Linnaeus, 1758 (= Mus amphibius Linnaeus, 1758, Mus lemmus Linnaeus, 1758, Mus cricetus Linnaeus, 1758, Mus porcellus Linnaeus, 1758, Mus leporinus Linnaeus, 1758, Mus avellanarius Linnaeus, 1758, Mus volans Linnaeus, 1758, Mus marmota Linnaeus, 1758 i Mus monax Linnaeus, 1758 – z których gatunkiem typowym jest (Linneuszowska tautonimia) mysz domowa (M. musculus).

### Etymologia
- Mus: łac. mus, muris ‘mysz’, od gr. μυς mus, μυoς muos ‘mysz’[28].
- Musculus: rodzaj Mus Linnaeus, 1758; łac. przyrostek zdrabniający -ulus[29].
- Leggada (Leggadda): nazwy Legyáde, Legadgandu w języku Waddar dla myszy gładkowłosej[30]. Gatunek typowy: Gray wymienił dwa gatunki – Leggada Booduga J.E. Gray, 1837 i Mus platythrix E.T. Bennett, 1832 – z których gatunkiem typowym jest (późniejsze oznaczenie)[13] Leggada booduga J.E. Gray, 1837.
- Drymomys (Dryomys): gr. δρυμος drumos ‘zagajnik, knieja’; μυς mus, μυoς muos ‘mysz’[31]. Gatunek typowy (oznaczenie monotypowe): Drymomys parvulus Tschudi, 1844 (= Mus musculus Linnaeus, 1758).
- Nannomys: gr. ναννος nannos ‘karzeł’; μυς mus, μυoς muos ‘mysz’[32]. Gatunek typowy (oznaczenie monotypowe): Mus (Nannomys) setulosus Peters, 1876.
- Pseudoconomys: gr. ψευδος pseudos ‘fałszywy’; κωνος kōnos ‘stożek’; μυς mus, μυoς muos ‘mysz’[33]. Gatunek typowy (oryginalne oznaczenie): Mus (Pseudoconomys) proconodon Rhoads, 1896 (= Mus (Nannomys) setulosus Peters, 1876).
- Mammus: modyfikacja zaproponowana przez meksykańskiego przyrodnika Alfonso Luisa Herrerę w 1899 roku polegająca na dodaniu do nazwy rodzaju przedrostka Mam (od Mammalia)[34].
- Eumus: gr. ευ eu ‘dobry, typowy’[35]; rodzaj Mus Linnaeus, 1758. Gatunek typowy: Acloque wymienił dwa gatunki – Mus sylvaticus Linnaeus, 1758 i Mus Musculus Linnaeus, 1758 – nie wyznaczając gatunku typowego.
- Muriculus: łac. mus, muris ‘mysz’, od gr. μυς mus, μυoς muos ‘mysz’[36]; łac. przyrostek zdrabniający -ulus[37]. Gatunek typowy (oryginalne oznaczenie): Mus imberbis Rüppell, 1842.
- Pyromys: gr. πυρ pur, πυρος puros ‘ogień’[38]; μυς mus, μυος muos ‘mysz’[36]. Gatunek typowy (oryginalne oznaczenie monotypowe): Pyromys priestleyi O. Thomas, 1911 (skóra Mus platythrix zmieszana z czaszką Millardia gleadowi).
- Leggadilla: rodzaj Leggada J.E. Gray, 1837; łac. przyrostek zdrabniający -illa[39][14]. Gatunek typowy (oryginalne oznaczenie): Mus platythrix E.T. Bennett, 1832.
- Coelomys: Cejlon (ang. Ceylon); μυς mus, μυoς muos ‘mysz’[36][15]. Gatunek typowy (oryginalne oznaczenie): Coelomys mayori O. Thomas, 1915.
- Oromys: gr. ορος oros, ορεος oreos ‘góra’[40]; μυς mus, μυoς muos ‘mysz’[36]. Gatunek typowy (oryginalne oznaczenie): Oromys crociduroides H.C. Robinson & Kloss, 1916.
- Tautatus: etymologia niejasna, Kloss nie wyjaśnił znaczenia nazwy rodzajowej[17]. Gatunek typowy (oryginalne oznaczenie): Tautatus thai Kloss, 1917 (= Mus cookii Ryley, 1914).
- Mycteromys: gr. μυκτηρ muktēr, μυκτηρος muktēros ‘pysk, nos’[41]; μυς mus, μυoς muos ‘mysz’[36].
- Hylenomys: gr. ὑλη hulē ‘las, teren lesisty’[42]; rodzaj Oenomys O. Thomas, 1911[19]. Gatunek typowy (oryginalne oznaczenie): Hylenomys callewaerti O. Thomas, 1925.
- Budamys: Buda-Várhegy, Budapeszt, Węgry; gr. μυς mus, μυoς muos ‘mysz’[36]. Gatunek typowy (oznaczenie monotypowe): Mus (Budamys) synanthropus Kretzoi & Vértes, 1965 (= Mus musculus Linnaeus, 1758).
- Gatamiya: syng. Gäta gal miya ‘skałomysz karłowata’[21]. Gatunek typowy (oryginalne oznaczenie): Gatamiya weragami Deraniyagala, 1965 (= Leggada booduga J.E. Gray, 1837).

### Podział systematyczny
Do rodzaju należą następujące występujące współcześnie gatunki zgrupowane w kilku podrodzajach:
| Podrodzaj | Grafika | Gatunek           | Autor i rok opisu                                                                     | Nazwa zwyczajowa        | Podgatunki         | Rozmieszczenie geograficzne | Podstawowe wymiary                                 | Status IUCN |
| --------- | ------- | ----------------- | ------------------------------------------------------------------------------------- | ----------------------- | ------------------ | --- | -------------------------------------------------- | ----------- |
| Pyromys   |         | Mus saxicola      | W. Elliot, 1839                                                                       | mysz skalna             | 3 podgatunki       | południowo-zachodni i południowo-wschodni Pakistan (Beludżystan, Sindh), szeroko rozpowszechniony w Indiach i południowym Nepalu; zakres wysokości: do 1000 m n.p.m. | DC: 7,1–11,2 cm DO: 5,3–9,6 cm MC: 18–22 g         | LC          |
| Pyromys   |         | Mus platythrix    | E.T. Bennett, 1832                                                                    | mysz gładkowłosa        | gatunek monotypowy | endemit Indii: Radżastan, Madhya Pradesh, Bengal Zachodni, Maharasztra, Andhra Pradesh, Karnataka, Tamilnadu i Kerala; zakres wysokości: do 2000 m n.p.m. | DC: 7,7–12,3 cm DO: 5,1–8,1 cm MC: około 18 g      | LC          |
| Pyromys   |         | Mus phillipsi     | Wroughton, 1912                                                                       | mysz dekańska           | gatunek monotypowy | Indie (Radżastan, Gudźarat, Madhya Pradesh, Maharasztra, Telangana, ANdra Pradesh, Karnataka i Tamilnadu) oraz Nepal; zakres wysokości: 500–1500 m n.p.m. | DC: 6,2–8 cm DO: 5–6,2 cm MC: brak danych          | LC          |
| Pyromys   |         | Mus fernandoni    | (W.W.A. Phillips, 1932)                                                               | mysz cejlońska          | gatunek monotypowy | endemit Sri Lanki: znaleziony tylko w kilku miejscach; zakres wysokości: około 1000 m n.p.m. | DC: 9–11 cm DO: 6–7 cm MC: brak danych             | EN          |
| Pyromys   |         | Mus shortridgei   | (O. Thomas, 1914)                                                                     | mysz bambusowa          | gatunek monotypowy | Mjanma, Tajlandia, Laos, północno-zachodni Wietnam i południowo-zachodnia Kambodża | DC: 9,5–12 cm DO: 6–9 cm MC: około 34 g            | LC          |
| Coelomys  |         | Mus crociduroides | (H.C. Robinson & Kloss, 1916)                                                         | mysz zębiełkowata       | gatunek monotypowy | endemit Indoznezji: wysokogórskie lasy w zachodniej Sumatrza; zakres wysokości: 2000–3000 m n.p.m. | DC: 7,7–9,7 cm DO: 11,1–12,9 cm MC: brak danych    | DD          |
| Coelomys  |         | Mus pahari        | O. Thomas, 1916                                                                       | mysz indochińska        | gatunek monotypowy | północno-wschodnie Indie, Bhutan, Mjanma, środkowa Chińska Republika Ludowa, Tajlandia, Laos, Wietnam i południowo-zachodnia Kambodża; zakres wysokości: do 2000 m n.p.m. | DC: 7,5–10,5 cm DO: 7–10 cm MC: 20–28 g            | LC          |
| Coelomys  |         | Mus mayori        | (O. Thomas, 1915)                                                                     | mysz dżunglowa          | gatunek monotypowy | endemit Sri Lanki: rozproszone miejsca w lasach deszczowych w środkowej i południowo-zachodniej części wyspy; zakres wysokości: 165–2310 m n.p.m. | DC: około 9,8 cm DO: około 10,2 cm MC: brak danych | VU          |
| Coelomys  |         | Mus vulcani       | (H.C. Robinson & Kloss, 1916)                                                         | mysz wulkaniczna        | gatunek monotypowy | endemit Indonezji: górskie lasy w zachodniej Jawie; zakres wysokości: 2000–3000 m n.p.m. | DC: 8–9,2 cm DO: 8,4–9,2 cm MC: brak danych        | LC          |
| Mus       |         | Mus cervicolor    | Hodgson, 1845                                                                         | mysz płowa              | gatunek monotypowy | północno-wschodni Pakistan, północne Indie, Nepal, Mjanma, południowa Chińska Republika Ludowa (Junnan), Tajlandia, Laos, Wietnam i Kambodża; prawdopodobnie introdukowany na Sumatrę i Jawę (Indonezja); zakres wysokości: do 2000 m n.p.m.                                                        | DC: 7–9,5 cm DO: 5–7 cm MC: 8–17 g                 | LC          |
| Mus       |         | Mus cookii        | Ryley, 1914                                                                           | mysz orientalna         | gatunek monotypowy | ;Nepal, północno-wschodnie Indie, Bhutan, Bangladesz, Mjanma, południowa Chińska Republika Ludowa (Junnan), Tajlandia, Laos i Wietnam; zakres wysokości: 50–2500 m n.p.m. | DC: 7,7–9,6 cm DO: 8,3–9,1 cm MC: 16,5–23 g        | LC          |
| Mus       |         | Mus caroli        | Bonhote, 1902                                                                         | mysz ryżowa             | gatunek monotypowy | południowa Chińska Republika Ludowa, Tajwan, południowa Mjanma, Tajlandia, Laos, Wietnam i Kambodża; pochodzenie niepewne na Półwyspie Malajskim, w zachodniej Indonezji i Japonii (Okinawa); introdukowany na wyspę Flores (Indonezja)                                                             | DC: 6,2–9,5 cm DO: 6,5–9,5 cm MC: 11,5–19,5 g      | LC          |
| Mus       |         | Mus terricolor    | Blyth, 1851                                                                           | mysz ziemista           | gatunek monotypowy | wschodni Pakistan, Indie, Nepal i Bangladesz; introdukowany w północno-wschodniej Sumatrze (Indonezja) | DC: 5,3–7 cm DO: 5,1–7 cm MC: brak danych          | LC          |
| Mus       |         | Mus famulus       | Bonhote, 1898                                                                         | mysz tamilska           | gatunek monotypowy | wendemit Indii: fragmentaryczne miejsca w Ghatach Zachodnich w Kerali i Tamilnadu; zakres wysokości: 1500–2500 m n.p.m. | DC: 9–10 cm DO: 7,1–9,4 cm MC: 23–30 g             | EN          |
| Mus       |         | Mus fragilicauda  | Auffray, Orth, Catalan, J.-P. Gonzalez, Desmarais & Bonhomme, 2003                    | mysz kruchoogonowa      | gatunek monotypowy | rozdrobnione miejsca w północno-środkowej i południowo-środkowej Tajlandii oraz południowo-wschodnim Laosie | DC: 6,6–7 cm DO: 5,6–6,7 cm MC: 9–15 g             | LC          |
| Mus       |         | Mus booduga       | (J.E. Gray, 1837)                                                                     | mysz indyjska           | gatunek monotypowy | wschodni Pakistan, Indie, południowy Nepal, Sri Lanka i Bangladesz; zakres wysokości: 0–4000 m n.p.m. | DC: 5,6–6,3 cm DO: 5,5–7,5 cm MC: 10–15 g          | LC          |
| Mus       |         | Mus nitidulus     | Blyth, 1859                                                                           |                         | gatunek monotypowy | endemit Mjanmy: lokalnie liczny w siedliskach pól ryżowych w środkowym dorzeczu | DC: 5,3–9,1 cm DO: 5,2–7,3 cm MC: 16–18 g          | NE          |
| Mus       |         | Mus lepidoides    | (Fry, 1931)                                                                           |                         | gatunek monotypowy | endemit Mjanmy: środkowa część strefy suchej i wzdłuż rzeki Irawadi | DC: 5,2–7,7 cm DO: 4,4–85,8 cm MC: 6–8 g           | NE          |
| Mus       |         | Mus musculus      | Linnaeus, 1758                                                                        | mysz domowa             | 4 podgatunki       | Europa, Azja i Afryka; introdukowana na całym świecie | DC: 7–10,3 cm DO: 6,7–10,4 cm MC: 12–39 g          | LC          |
| Mus       |         | Mus spretus       | Lataste, 1883                                                                         | mysz śródziemnomorska   | gatunek monotypowy | Portugalia, Hiszpania (wraz z Balearami), południowa Francja, Maroko, północna Algieria, Tunezja i północna Libia | DC: 7,9–9,3 cm DO: 4,7–7,3 cm MC: 7–19 g           | LC          |
| Mus       |         | Mus macedonicus   | Petrov & Ruzic, 1983                                                                  | mysz macedońska         | gatunek monotypowy | wschodni Półwysep Bałkański, niektóre Wyspy Egejskie, Turcja, Kaukaz, Lewant i północno-zachodni Iran; być może Irak; zakres wysokości: do 1500 m n.p.m. | DC: 6,5–9,8 cm DO: 5,6–8,2 cm MC: 11–30 g          | LC          |
| Mus       |         | Mus cypriacus     | Cucchi, Orth, Auffray, Renaud, Fabre, Catalan, Hadjisterkotis, Bonhomme & Vigne, 2006 | mysz cypryjska          | gatunek monotypowy | endemit Cypru: dość powszechny na terenach górskich; zakres wysokości: 0–1605 m n.p.m. | DC: 7–9,5 cm DO: 6,3–9,2 cm MC: 11,5–24 g          | LC          |
| Mus       |         | Mus spicilegus    | Petényi, 1882                                                                         | mysz południowa         | gatunek monotypowy | południowo-wschodnia Europa w zachodnim Półwyspie Bałkańskim i od Austrii na wschód do Bułgarii, Rumunii, Ukrainy i Rosji; zakres wysokości: 0–200 m n.p.m. | DC: 5,5–9,3 cm DO: 5–7 cm MC: 9–20 g               | LC          |
| Muriculus |         | Mus imberbis      | Rüppell, 1842                                                                         | myszka smugogrzbieta    | gatunek monotypowy | endemit Etiopii: wysokie wyżyny po obu stronach Wielkich Rowów Afrykańskich; zakres wysokości: 1900–3400 m n.p.m. | DC: 7–8 cm DO: 4,6–5,2 cm MC: około 16 g           | LC          |
| Nannomys  |         | Mus triton        | (O. Thomas, 1909)                                                                     | mysz szarobrzucha       | gatunek monotypowy | skrajnie południowy Sudan Południowy, południowa Etiopia (góry Bale), północno-wschodnia Demokratyczna Republika Konga, od Ugandy i Kenii na południe Angoli, Zambii i zachodnio-środkowego Mozambiku; zakres wysokości: 1000–3500 m n.p.m.                                                         | DC: 5,6–8,4 cm DO: 4,2–6,5 cm MC: 8–16 g           | LC          |
| Nannomys  |         | Mus harennensis   | Lavrenchenko & Bryja, 2022                                                            |                         | gatunek monotypowy | endemit Etiopii: góry Bale (głównie zapisy w lesie Harenna) i las Chingawa; zakres wysokości: 1950–3730 m n.p.m. | DC: 6,9–8,4 cm DO: 5,7–6,5 cm MC:brak danych       | NE          |
| Nannomys  |         | Mus callewaerti   | (O. Thomas, 1925)                                                                     | mysz samotna            | gatunek monotypowy | środkowa i północno-wschodnia Angola, południowa i południowo-wschodnia Demokratyczna Republika Konga, Tanzania (północno-zachodnia część, góry Eastern Arc), większość północno-wschodniej Zambii (zapisy ze skrajnie północno-zachodniej części) oraz malawi; zakres wysokości: 900–1400 m n.p.m. | DC: 8–8,9 cm DO: 4,3–5,7 cm MC: 14–18 g            | DD          |
| Nannomys  |         | Mus baoulei       | (Vermeiren & W.N. Verheyen, 1980)                                                     | mysz nizinna            | gatunek monotypowy | kilka miejsc w Afryce Zachodniej (wschodnia Gwinea, Wybrzeże Kości Słoniowej, Ghana, Togo, Benin i zachodnia Nigeria) | DC: 5,6–7 cm DO: 3,8–4,5 cm MC: 6–8 g              | LC          |
| Nannomys  |         | Mus sorella       | (O. Thomas, 1909)                                                                     | mysz sawannowa          | gatunek monotypowy | rozproszony w północnym Kamerunie, północnej Republice Środkowoafrykańskiej, północno-wschodniej i południowej Demokratycznej Republice Konga, Ugandzie, Kenii, północnej Tanzanii, Angoli i północnej Zambii ; zakres wysokości: do 1830 m n.p.m.                                                  | DC: 5,1–7,3 cm DO: 3,4–4,6 cm MC: brak danych      | LC          |
| Nannomys  |         | Mus goundae       | Petter & Genest, 1970                                                                 | mysz nadrzeczna         | gatunek monotypowy | endemit Republiki Środkowoafrykańskiej: znany tylko z miejsca typowego w poblizu rzeki Gounda | DC: 5,5–6,2 cm DO: 3–3,2 cm MC: brak danych        | DD          |
| Nannomys  |         | Mus oubanguii     | Petter & Genest, 1970                                                                 | mysz środkowoafrykańska | gatunek monotypowy | endemit Republiki Środkowoafrykańskiej: znany tylko z 3 miejsc na północ od rzeki Ubangi | DC: 5–6,9 cm DO: 2,6–4,1 cm MC: brak danych        | DD          |
| Nannomys  |         | Mus neavei        | (O. Thomas, 1910)                                                                     | mysz wstydliwa          | gatunek monotypowy | wschodnia Zambia, Malawi i Tanzania; zapisy z północnego Mozambiku, Zimbabwe i północnej Południowej Afryki potrzebują genetycznej weryfikacji | DC: 5,8–10,6 cm DO: 3,3–4,8 cm MC: brak danych     | DD          |
| Nannomys  |         | Mus mahomet       | Rhoads, 1896                                                                          | mysz etiopska           | gatunek monotypowy | wyżyny Erytrei i Etiopii; zakres wysokości: 1500–3200 m n.p.m. | DC: 6,3–7,3 cm DO: 4,6–6 cm MC: 6–13 g             | LC          |
| Nannomys  |         | Mus bufo          | (O. Thomas, 1906)                                                                     | mysz ropusza            | gatunek monotypowy | Wielki Rów Zachodni (wschodnia Demokratyczna Republika Konga, południowo-zachodnia Uganda, Rwanda i Burundi), środkowa Republika Środkowoafrykańska, północna Demokratyczna Republika Konga i zachodnia Kenia; zakres wysokości: około 1500 m n.p.m.                                                | DC: 6,9–7,7 cm DO: 6–6,6 cm MC: brak danych        | LC          |
| Nannomys  |         | Mus setulosus     | W. Peters, 1876                                                                       | mysz płochliwa          | gatunek monotypowy | Afryka Zachodnia, Środkowa i Wschodnia, od Gwinei na wschód do Ghany, zachodniej Nigerii, Kamerunu, Republik Środkowoafrykańskiej, Gabonu, zachodniego Kongo i Etiopii; zakres wysokości: 500–2300 m n.p.m.                                                                                         | DC: 5,2–8,4 cm DO: 4,3–6,3 cm MC: 8–23 g           | LC          |
| Nannomys  |         | Mus haussa        | (O. Thomas & Hinton, 1920)                                                            | mysz sahelska           | gatunek monotypowy | sahelo-sudańskie sawanny w Afryce Zachodniej od południowej Mauretanii i Senegalu do Czadu | DC: 4,1–5,8 cm DO: 3,1–4,4 cm MC: brak danych      | LC          |
| Nannomys  |         | Mus mattheyi      | Petter, 1969                                                                          | mysz ogrodowa           | gatunek monotypowy | sawanny w Afryce Zachodniej od Senegalu na wschód do Burkina Faso, Ghany i Togo | DC: 4,5–6,1 cm DO: 3,2–4,1 cm MC: 6–7 g            | LC          |
| Nannomys  |         | Mus indutus       | (O. Thomas, 1910)                                                                     | mysz hotentocka         | gatunek monotypowy | Botswana i północna Południowa Afryka; być może południowa Angola, południowo-zachodnia Zambia, południowe Malawi, Namibia, zachodnie Zimbabwe i południowa Południowa Afryka; zakres wysokości: do 1600 m n.p.m.                                                                                   | DC: 4,5–6,5 cm DO: 3–5,2 cm MC: 3–8 g              | LC          |
| Nannomys  |         | Mus musculoides   | Temminck, 1853                                                                        | mysz subsaharyjska      | gatunek monotypowy | ograniczony do pasa sudańskich sawann od Senegalu do zachodniej Etiopii | DC: 5,8–7,5 cm DO: 4,7–5,3 cm MC: 6–9 g            | LC          |
| Nannomys  |         | Mus tenellus      | (O. Thomas, 1903)                                                                     | mysz delikatna          | gatunek monotypowy | Etiopia i bardzo nierównomiernie w Sudanie, Sudanie Południowym, Somalii, Kenii i Tanzanii; zakres wysokości: 600–2000 m n.p.m. | DC: 4,4–6,2 cm DO: 3,4–4,3 cm MC: brak danych      | LC          |
| Nannomys  |         | Mus minutoides    | A. Smith, 1834                                                                        | mysz karłowata          | gatunek monotypowy | bardzo szeroko rozpowszechniony w całej Czarnej Afryce, od Afryki Zachodniej, Środkowej i Wschodniej do Afryki Południowąej | DC: 4–7,2 cm DO: 2,7–5,7 cm MC: 3–12 g             | LC          |
| Nannomys  |         | Mus setzeri       | Petter, 1978                                                                          | mysz jeziorna           | gatunek monotypowy | południowo-wschodnia Angola, zachodnia Zambia, północno-wschodnia Namibia i północno-zachodnia Botswana oraz zapisy z południowej Botswany | DC: około 5,4 cm DO: 3,1–4,8 cm MC: 5–9 g          | LC          |

Kategorie IUCN:  LC  – gatunek najmniejszej troski,  VU  – gatunek narażony,  EN  – gatunek zagrożony,  DD  – gatunki o nieokreślonym stopniu zagrożenia;  NE  – gatunki niepoddane jeszcze ocenie.
Opisano również gatunki wymarłe:
- Mus aegaeus Kuss & Storch, 1978[47] (Grecja; plejstocen)
- Mus auctor Jacobs, 1978[48] (Indie; miocen)
- Mus bateae Mayhew, 1977[49] (Kreta; plejstocen)
- Mus denizliensis Erten, Şen & Sagular, 2015[50] (Turcja; plejstocen)
- Mus dhailai Kotlia, 1995[51] (Indie; plejstocen)
- Mus dulamensis Kotlia, 2008[52] (Indie; plejstocen)
- Mus elegans Şen, 1983[53] (Afganistan; pliocen)
- Mus flynni Patnaik, 2001[54] (Indie; pliocen)
- Mus hamidae Geraads, 1994[55] (Maroko; plejstocen)
- Mus haouzi Jaeger, 1975[56] (Maroko; miocen)
- Mus ique Geraads, 1998[57] (Maroko; pliocen)
- Mus jacobsi Kotlia, 1992[58] (Indie; pliocen)
- Mus jotterandi Jaeger, 1975[56] (Maroko; plejstocen)
- Mus kerati Stoetzel & Pickford, 2022[59] (Algieria; plejstocen)
- Mus linnaeusi Patnaik, 1997[60] (Indie; pliocen)
- Mus minotaurus Bate, 1942[61] (Kreta; plejstocen)
- Mus narmadaensis Kotlia, M. Joshi & L.M. Joshi, 2011[62] (Indie; plejstocen)
- Mus petteri Jaeger, 1976[63] (Tanzania; plejstocen)